# Ndere Island
Ndere Island är en ö i Kenya.   Den ligger i länet Kisumu, i den västra delen av landet, 280 km väster om huvudstaden Nairobi.